# Kvint Sertorij
Kvint Sertorij (latinsko Predloga:Malecapit), rimski vojskovodja in politik, * 121 pr. n. št.,  † 72 pr. n. št.
Sertorij je znan po tem, da je po vrnitvi Lucija Kornelija Sule v Rim organiziral upor proti njegovi vladavini v Hispaniji, s čimer je ustvaril de facto republiko, neodvisno od Rima, kar se je končalo šele z njegovim atentatom s strani podkupljenih sodelavcev.
Sodeloval je v kimbrski vojni proti Kimbrom in v zavezniški vojni. 98 pr. n. št. je bil izvoljen za vojaškega tribuna v Hispaniji in 90 pr. n. št. je bil razglašen za kvestorja v Cisalpski Galiji. V prvi rimski državljanski vojni (88 pr. n. št.–79 pr. n. št.) se je boril na strani Gaja Marija in postal propretor v Hispaniji, od koder je leta 81 pr. n. št. pred podporniki Kornelija Sule pobegnil v Afriko. Po enem letu se je vrnil v Hispanijo in vodil upor proti Suli, organiziral močno vojsko in premagal Sulovega namestnika Cecilija Metela. Nasprotoval je tudi Sulovi vojski pod vodstvom Pompeja Velikega, ki je prispela v Hispanijo in povzročila Sertorijevo vojno. Bil je poražen 77 pr. n. št. in ubit od svojih nezadovoljnih vojakov.